# Ia Krăi
Ia Krăi đôi lúc được viết thành Ia Krai và Ia Krái là một xã thuộc tỉnh Gia Lai, Việt Nam.
Xã có diện tích 63,22 km², dân số năm 2020 là 10359  người.
Theo Nghị quyết số 1664/NQ-UBTVQH15 năm 2025, giải thể đơn vị hành chính cấp huyện là Ia Grai. Hợp nhất toàn bộ diện tích tự nhiên và dân số 2 xã là Ia Tô và Ia Khai vào Ia Krăi.

## Kinh tế
Xã Ia Krăi là nơi đóng chân của một số công ty quốc doanh như: Công ty cà phê Ia Châm, Công ty TNHH MTV cà phê Ia Blan. Công ty cao su 715, Công ty TNHH MTV cà phê 705, Công ty cao su 74.

## Giáo dục[7]
- Trường mẫu giáo 20/10
- Trường Trung học cơ sở Lê Quý Đôn đạt chuẩn quốc gia mức độ 1
- Trường Trung học cơ sở Phạm Hồng Thái
- Trường Tiểu học Lê Quý Đôn
- Trường Tiểu học
- Trường Lê Lợi
- Trường Trung học phổ thông A Sanh